# Église Sainte-Thérèse-de-l'Enfant-Jésus de Bir Mcherga
L'église Sainte-Thérèse-de-l'Enfant-Jésus de Bir Mcherga, située dans la ville de Bir Mcherga en Tunisie, est une église catholique construite en 1954 pendant le protectorat français. Cédée au gouvernement tunisien en 1964, elle abrite désormais une maison de jeunes.

## Premiers édifices
La création d'un centre de colonisation en 1897 autour du village de Bir Mcherga est à l'origine de la présence chrétienne dans les lieux. Le faible nombre d'habitants ne justifie pas la présence pérenne d'un prêtre. C'est pourquoi il n'y a que deux ou trois messes chaque année à l'occasion de la venue du curé de Zaghouan. Les offices se tiennent alors dans une maison particulière, dans une salle de réunions qui abritera par la suite le poste de police. Pour pallier cette situation inconfortable, l'archevêché acquiert en 1923 une petite maison qu'elle transforme en chapelle.

Ce n'est qu'en 1954 que la décision est prise de construire une église. La première pierre est posée le 27 mars et l'édifice dédié à sainte Thérèse de l'Enfant Jésus est béni par Mgr Maurice Perrin le 21 décembre qui en célèbre l'architecture : 
« Nous sommes tous fiers de la posséder, car elle est peut-être une des meilleures parmi toutes celles qui peuplent la campagne de Tunisie. L'intérieur de l'église dans sa simplicité possède un chœur riche, une tribune élégante qui augmente le nombre de places, les ferronneries en particulier, enrichissent et honorent l'ensemble. Enfin, nous apprécions son clocher, doublement, parce que nous en étions privés et surtout parce qu'il nous rappelle le terroir. »

## Architecture de l'église
C'est une église à nef unique sans transept de seize mètres sur dix accompagnée d'un clocher placé latéralement, ce qui n'est pas très courant en Tunisie. Une cloche offerte le 31 mars 1945 par un particulier, Paul Émile Cadix, en souvenir de son fils René Jean mort pour la France un an plus tôt, est bénie le même jour que l'église.
Si l'architecture du bâtiment s'inspire de l'art roman, l'habitat tunisien est évoqué par l'utilisation de claustras placés au-dessus de l'entrée principale, dans les ouvertures cintrées des fenêtres et sur les quatre faces du clocher. Quant au plafond, il est renforcé par une série de lames pendantes en ciment.

## Indépendance de la Tunisie
L'indépendance du pays provoque le départ de nombreux Européens vers la France et l'Italie mais la région, essentiellement agricole, est moins touchée que les grandes villes par le départ des fonctionnaires. La nationalisation des terres européennes le 12 mai 1964 change tout. Les colons français comme italiens sont expulsés de leur maison et n'ont d'autre choix que de quitter la région. Le modus vivendi signé entre le gouvernement tunisien et le Vatican le 10 juillet 1964 prend acte de cette disparition de la communauté chrétienne de Bir Mcherga. Son église est cédée au gouvernement tunisien avec l'assurance qu'elle ne sera utilisée qu'à des fins d'intérêt public compatibles avec son ancienne destination.
Elle abrite actuellement la maison de jeunes de la ville.

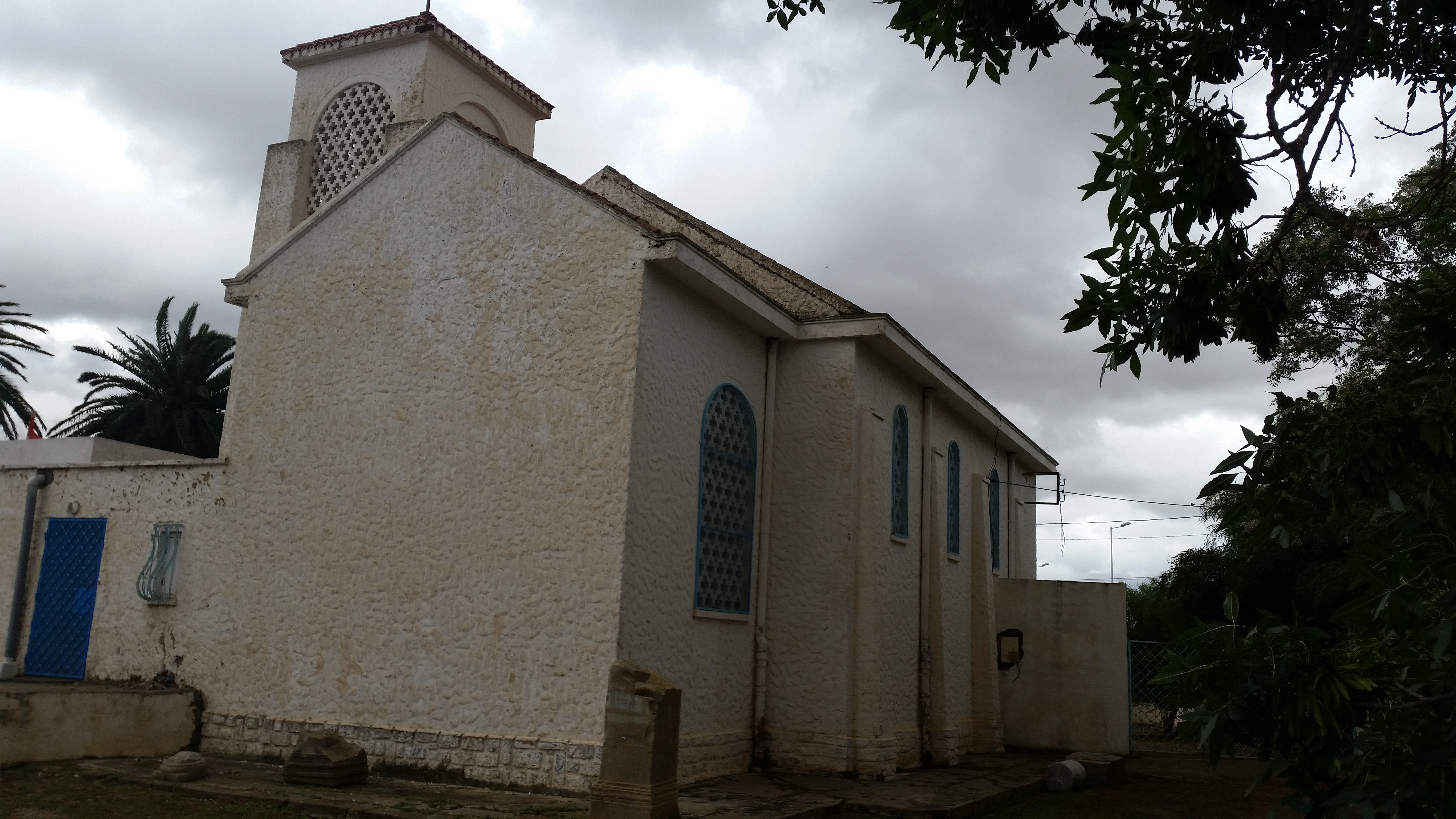
Façade sud-ouest
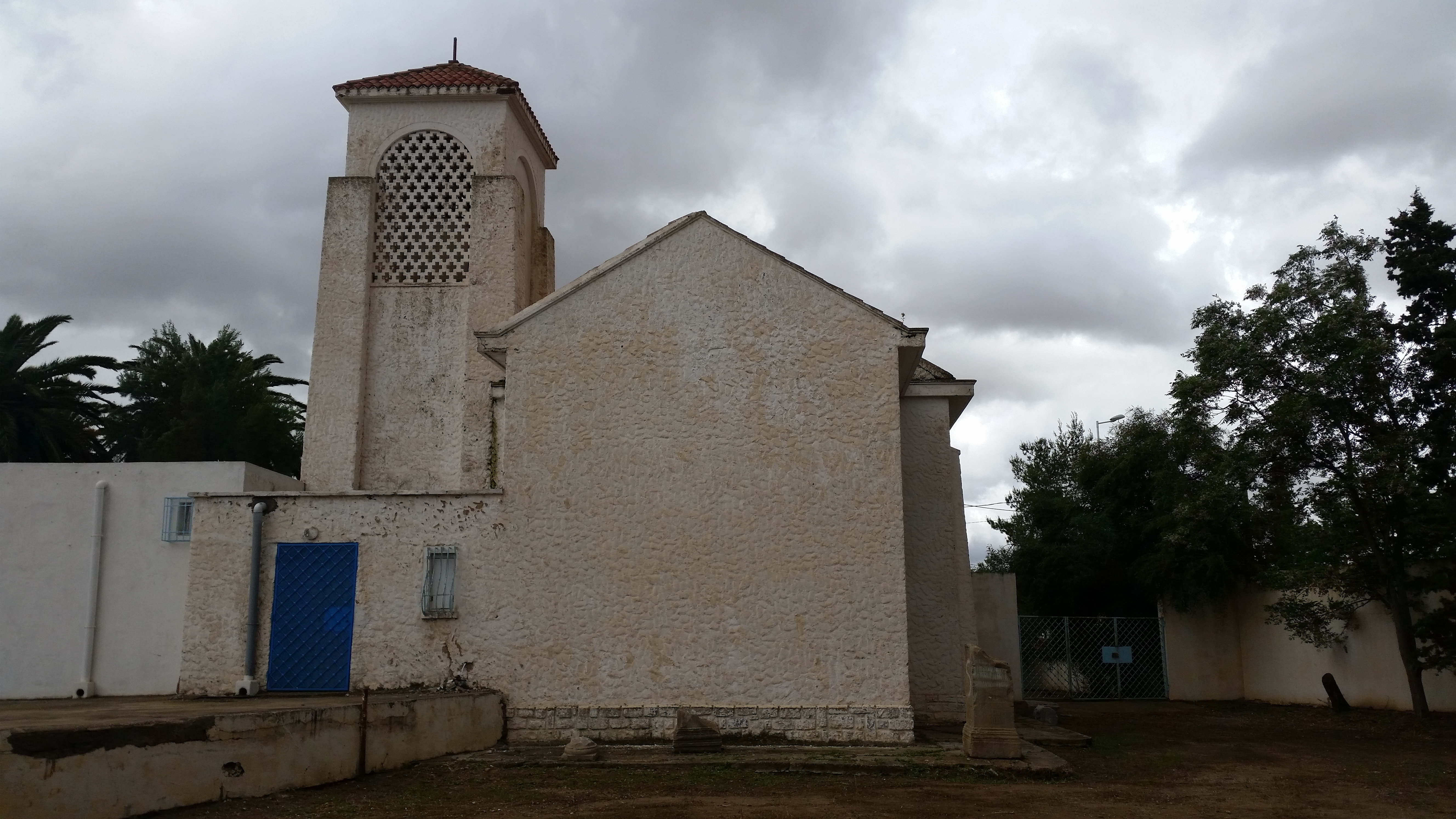
Façade nord-ouest
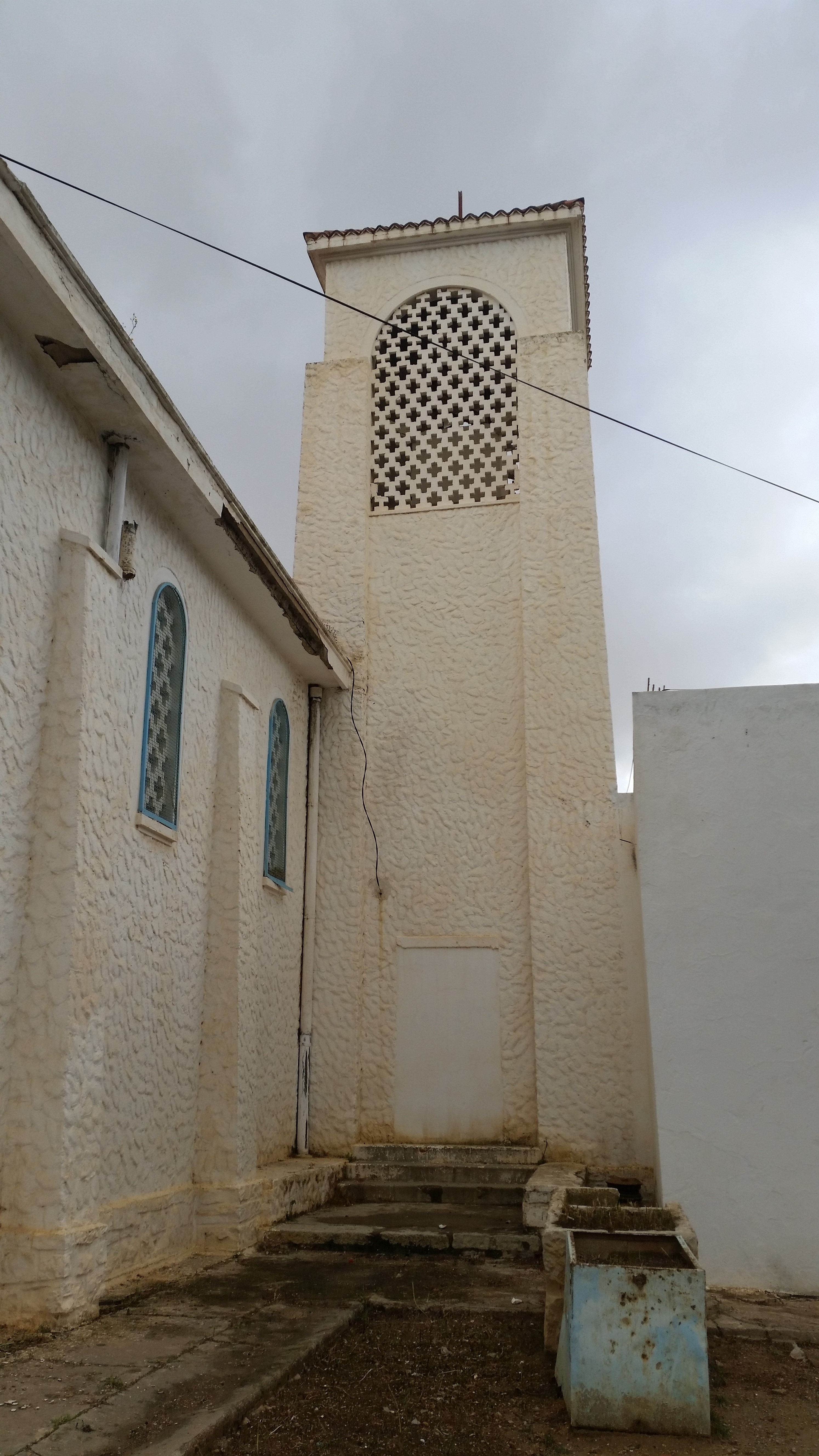
Clocher
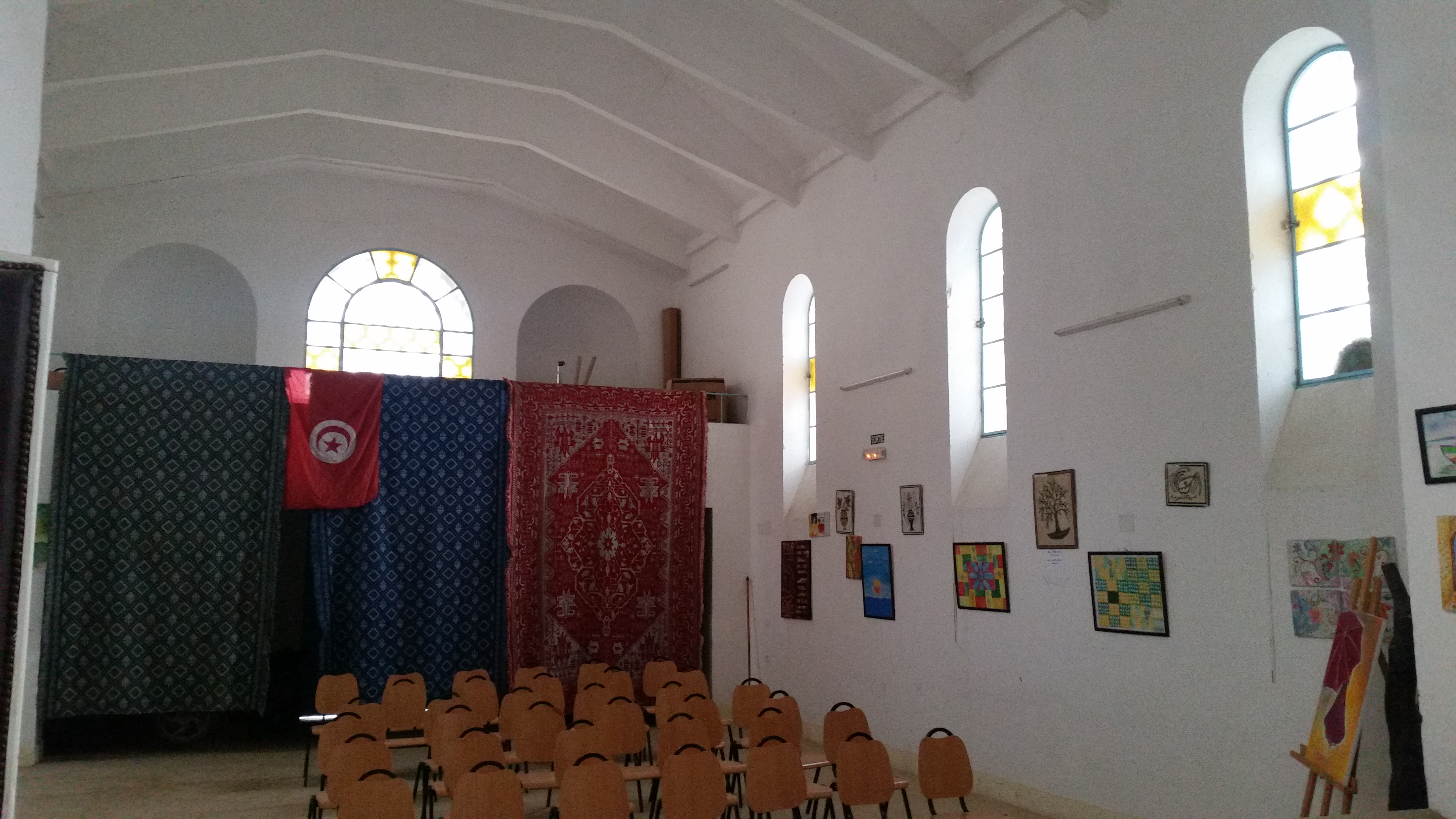
Intérieur côté tribune
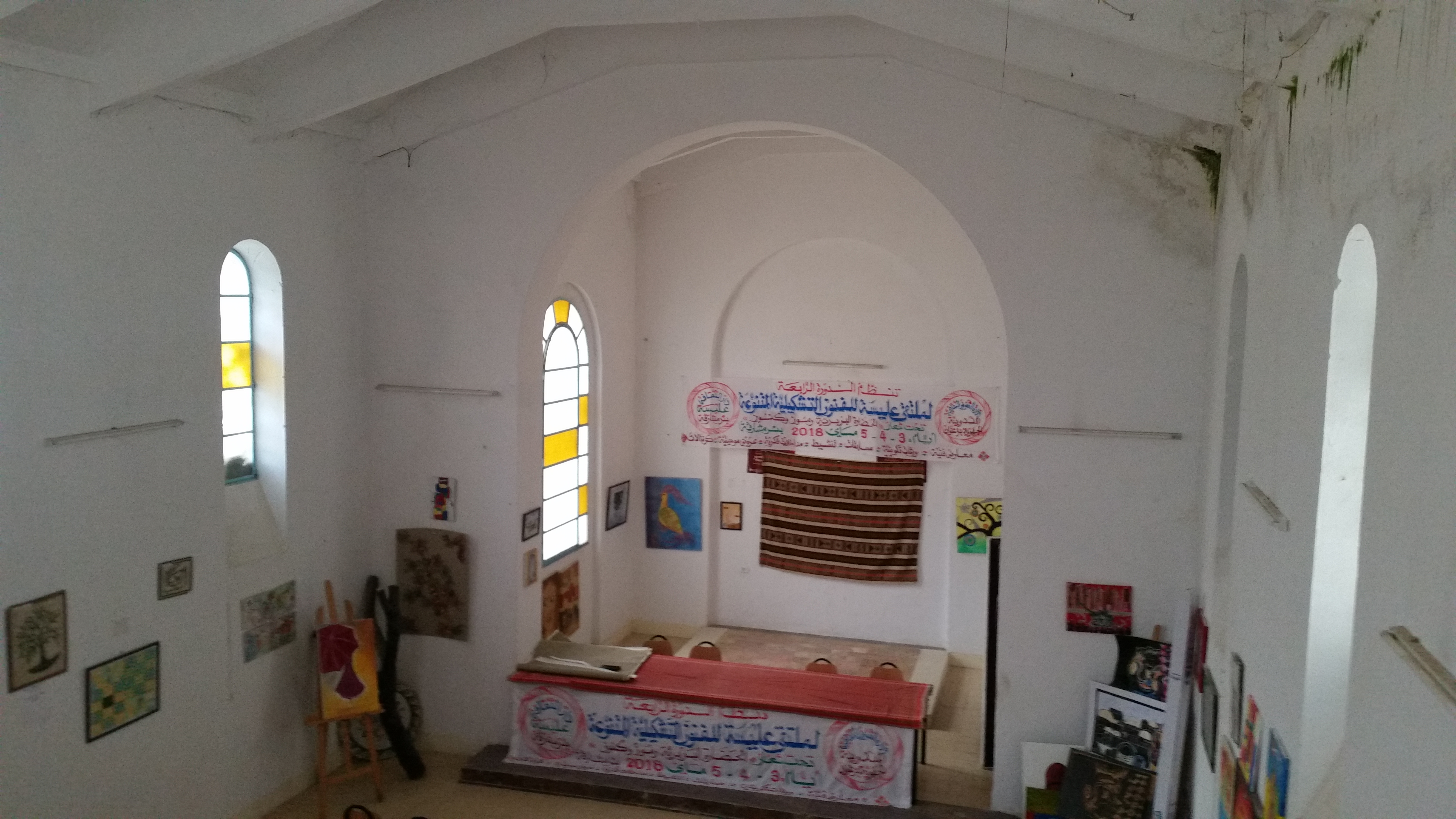
Intérieur côté autel